# ボルツァーノ
ボルツァーノ（イタリア語: Bolzano ( 音声ファイル) ; ドイツ語: Bozen ボーツェン）は、イタリア共和国トレンティーノ＝アルト・アディジェ州北部の都市で、その周辺地域を含む人口約11万人の基礎自治体（コムーネ）。ボルツァーノ自治県の県都である。

## 名称
この都市は、各言語で以下のように表記・発音される。
| 言語         | 綴り    | カナ転記例   | 発音                               |
| ------------ | ------- | ------------ | ---------------------------------- |
| イタリア語   | Bolzano | ボルツァーノ | /[bolˈtsano] 地域的に/[bolˈdzano]/ |
| 標準ドイツ語 | Bozen   | ボーツェン   | /[bo:tsən̩]/ または /[bɔ:tsən̩]/     |
| バイエルン語 | Bozn    | ボーツン     | /[bo:tsn̩]/ または /[bɔ:tsn̩]/       |
| アレマン語   | Booze   | ボーツェ     | /[bo:tsə̩]/ または /[bɔ:tsə̩]/       |
| ラディン語   | Bulsan  | ブルザン     | /[bʊlˈzan]/                        |

## 地理

### 位置・広がり
ボルツァーノ自治県南部に位置する。州都トレントの北北東約51km、インスブルックの南約86km、サンモリッツの東約116km、ヴェネツィアの北北西約139kmに位置する。

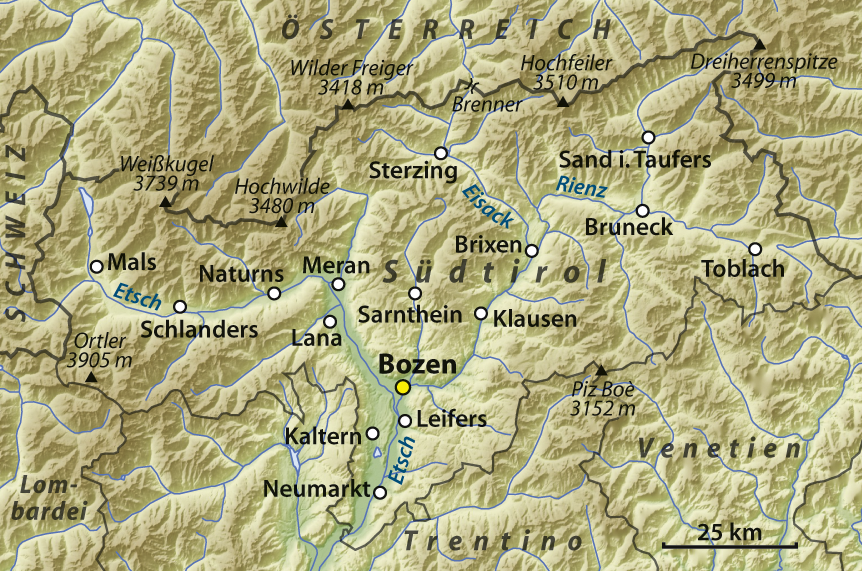
ボルツァーノ/南チロル自治県地図（地名はドイツ語表記）

#### 隣接コムーネ
隣接するコムーネは以下の通り。
- アッピアーノ・スッラ・ストラーダ・デル・ヴィーノ
- コルネード・アッリザルコ
- ライヴェス
- ノーヴァ・ポネンテ
- レノン
- サン・ジェネージオ・アテジーノ
- テルラーノ
- ヴァーデナ

- 後方にカティナッチョ/ローゼンガーテン山塊
- 東からの市街
- 市街を流れるイザルコ川

## 歴史

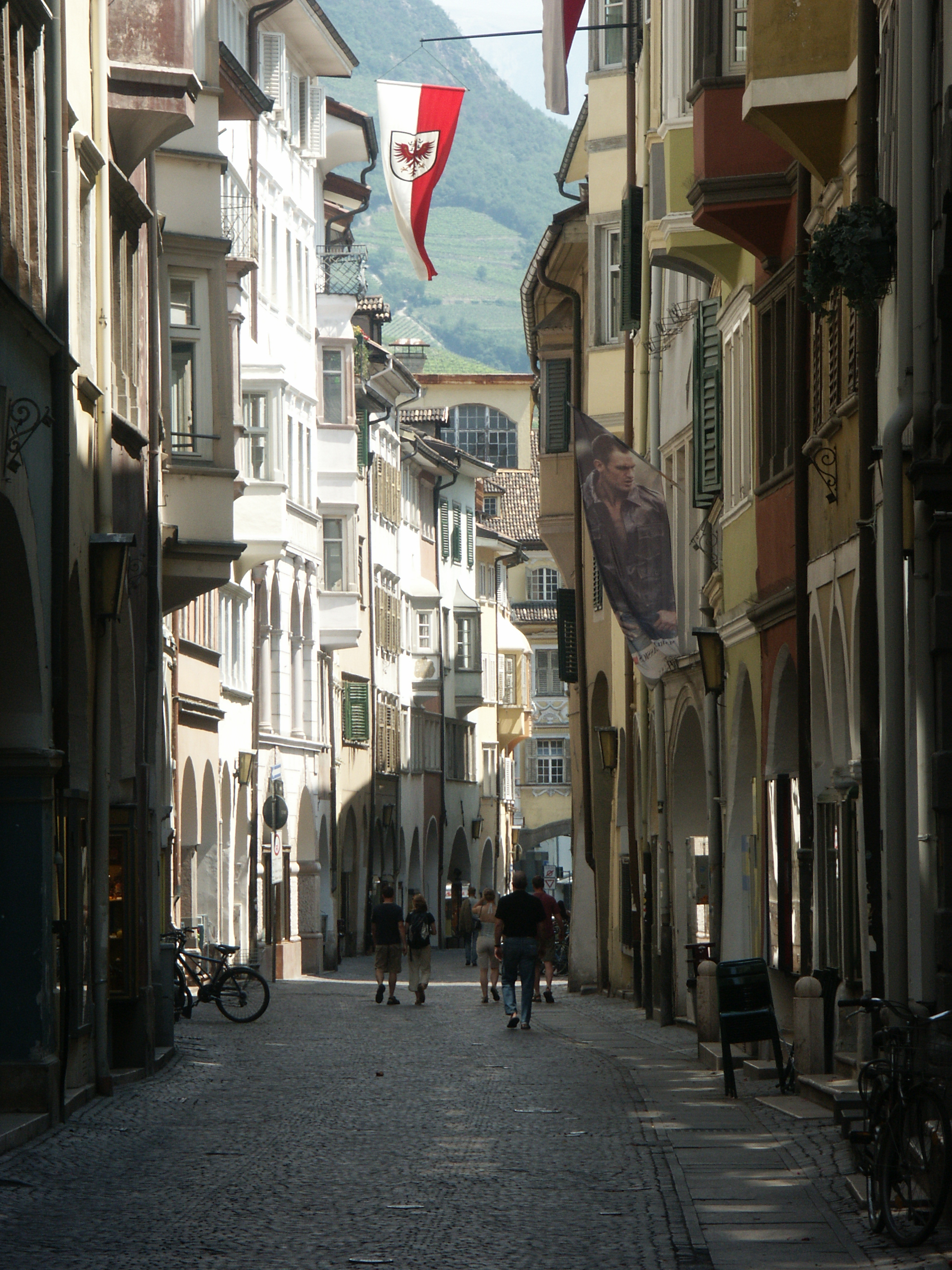
Lauben Gasse

### 先史時代・古代
現在のボルツァーノがある地域には湿地が広がっており、ラエティ人 (Raeti) の一派であるイザルキ人（Isarci people）が生活していた。伝統的に、かれらはガリア人の侵入を受けイタリアから逃れてきたエトルリア人の末裔であると考えられていた。紀元前15年、ネロ・クラウディウス・ドルースス（大ドルスス）率いるローマ人はこの地域を征服したのち、居住地を建設した。この軍営都市は将軍の名にちなみ Pons Drusi（ドルススの橋）と名づけられた。ローマ帝国の時代、この地域は第10行政区ウェネティア・エト・イストリア (it:Regio X Venetia et Histria) の一部となった。
1948年に現在の大聖堂で発掘調査が行われた結果、キリスト教の教会（バシリカ）が4世紀以後建っていたことが発見された。また、この発掘ではローマの墓地も見つかっており、その中には3世紀の年紀があるラテン語の碑文をそなえた、Secundus Regontius の墓もあった。彼は知られる限り最も古いボルツァーノの住民となった。

### バイエルン人の定住
7世紀、ローマの影響力が次第に衰えていく中で、この地域にはバイエルン人が移住してきた。ボルツァーノにおけるバイエルン人の支配者に関する最初の記録は、679年に遡る。
当時、バイエルン人たちはボルツァーノ付近の村を Bauzanum や Bauzana といった名で呼んだ。この時期以降、チロル地方には現在に至るまでドイツ系住民が暮らしている。

### トレント司教領
1027年、ボルツァーノの領域は教区のその他の地域とともに、神聖ローマ帝国（ザーリアー朝）皇帝コンラート2世によってトレント司教に与えられ、トレント司教領が成立した。12世紀後半、司教は Lauben の街道に沿って市場町を設立した。この町は後に、アルプス山脈をブレンナー峠で越えアウクスブルクとヴェネツィアとを結ぶ交易路上の重要な交易所となった。

### ティロル伯と神聖ローマ帝国

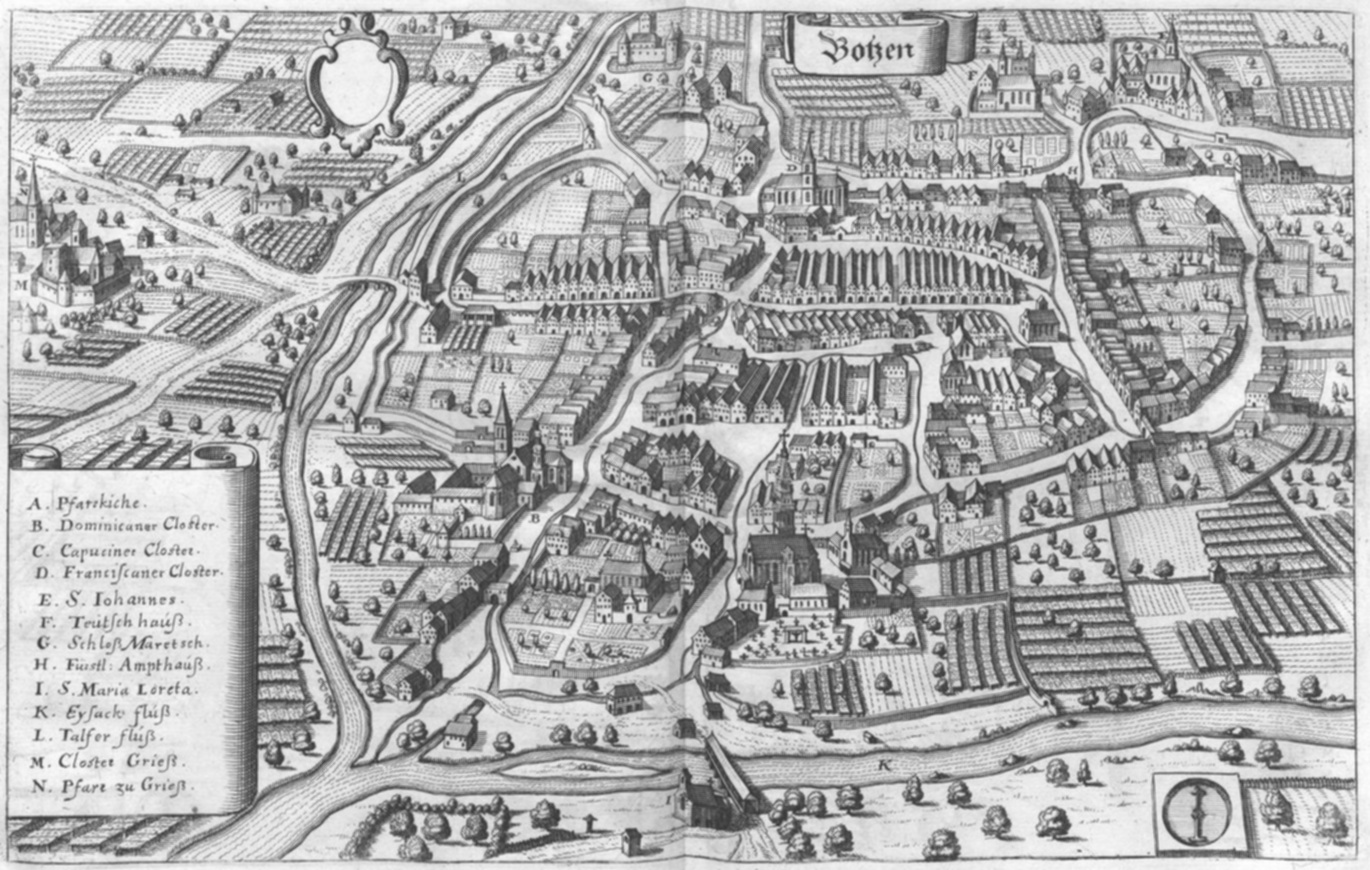
1679年発行の絵地図に描かれたボルツァーノ

1277年、ボルツァーノはティロル伯マインハルト2世によって征服されたが、これはティロル伯とトレント司教との戦いを引き起こした。1363年、ティロル伯爵領はハプスブルク家のものとなり、オーストリアと神聖ローマ帝国の影響下に置かれた。1381年、レオポルト3世はボルツァーノの市民に町議会を置く権利を与えた。こうした措置はその後数十年にわたって、トレント司教によって保持されていた権力と影響力を排除していった。1462年、トレント司教は最終的に、町を統治するすべての権利を放棄した。
14世紀ないし15世紀から、大規模な市場が年4回開催されるようになり、ブレンナー峠を越える商人や職人を出迎えた。1635年、Mercantile Magistrate が、オーストリア大公妃クラウディア・デ・メディチによって設置された。市場シーズン中、2人のイタリアと2人のドイツ人が地元の商人の間で選出され、この magistrate の事務所で働いた。公式な業界団体の設立は、アルプスの文化の交差点としてボルツァーノを強化した。

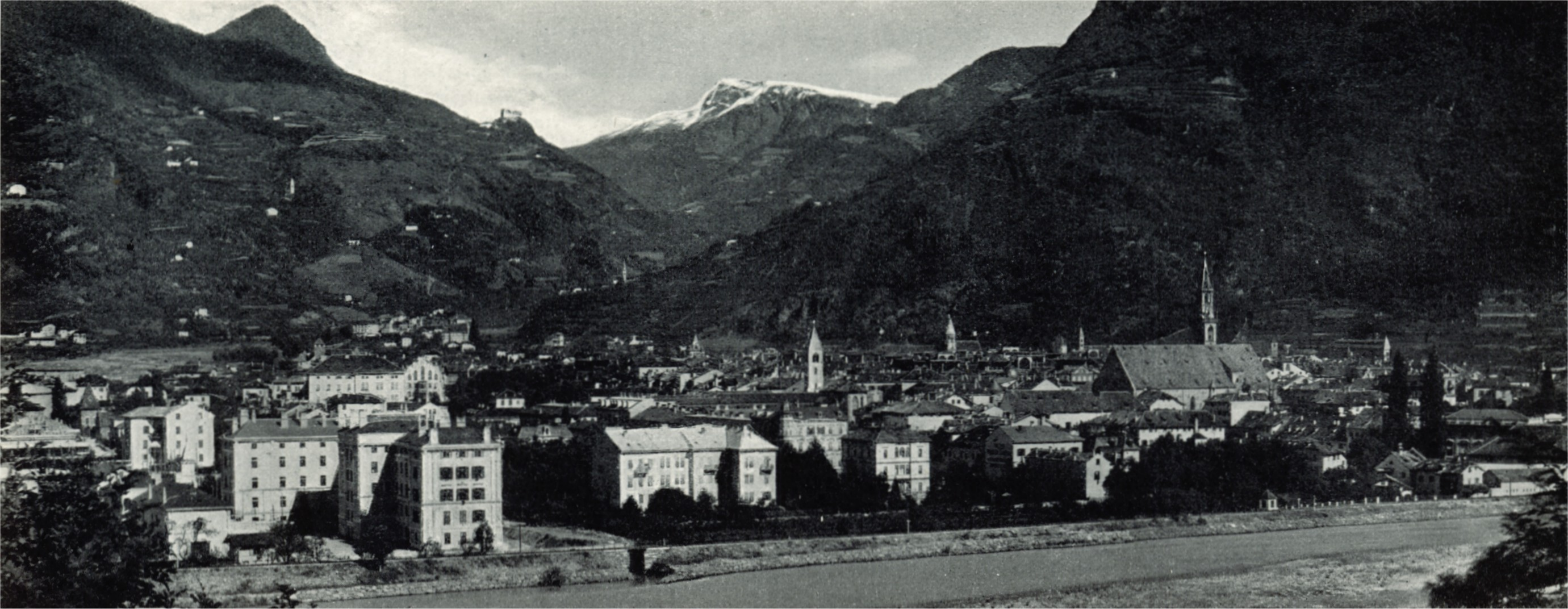
1898年のボルツァーノ

1806年に神聖ローマ帝国が解体されると、ボルツァーノはナポレオンのイタリア王国の一部となり、アルト・アディジェ県に組み込まれた。ウィーン会議（1814年から1815年）の結果、ボルツァーノはオーストリア帝国（1866年以後はオーストリア＝ハンガリー帝国）内のチロル伯領に戻った。ティロル伯領は現代の南チロル、オーストリアのチロル・東チロルをカバーしていた。
1915年、三国協商は、イタリア王国が協商国側に立って第一次世界大戦に加わり、ドイツ帝国やオーストリア＝ハンガリー帝国と戦うならば、イタリアに領土を与えることを約束した。イタリアが三国同盟を破棄すれば、協商国はイタリアが求めていたチロルやイストリアなどを与えるという密約は、ロンドン条約によって明文化された。第一次世界大戦中、チロル伯爵領内では戦闘が起こらなかった。しかしドイツとオーストリア・ハンガリーは敗れ、1918年に休戦協定に署名した。南チロルのイタリアへの割譲は1919年に行われた。

### イタリアの一部として
イタリアへの併合当時、ボルツァーノに暮らす人々の多数はドイツ語話者であった。1910年時点で、ボルツァーノには2万9000人のドイツ語話者がいたのに対し、イタリア語話者は1300人に過ぎなかったのである。
1920年代には、ボルツァーノは南チロルの他の地域と同様に、ファシスト党指導者ベニート・ムッソリーニが求める、集中的なイタリア化政策に晒された (Italianization of South Tyrol) 。イタリア化政策は、イタリアの他の地域からイタリア語話者を移住させてボルツァーノの人口を三倍にし、地元のドイツ語話者の人口を上回ることにあった。1927年、それまでのトレント県が分割されてボルツァーノ県（Provincia di Bolzano）が設置され、ボルツァーノはその県都となった。
1933年、ドイツでアドルフ・ヒトラーが権力を握った。ヒトラーの、すべての民族ドイツ人をひとつのライヒのもとに束ねようとするイデオロギーは、イタリアのファシストの間で、ドイツがイタリアから南チロルを奪還しようとするのではないかという懸念を引き起こした。1939年、ムッソリーニとヒトラーは South Tyrol Option Agreement に調印し、ヒトラーはドイツの「生存圏」に南チロルを含める主張を取り下げた。しかし、南チロルにとどまり第三帝国に移住することを拒否したドイツ系住民は、裏切り者とみなされ、より徹底したイタリア化を迫られたのであった。

### 第二次世界大戦
第二次世界大戦中の1943年9月、イタリアが単独で連合国軍に降伏すると、ドイツ軍は北部イタリアを占領した。現在のボルツァーノ・トレント・ベッルーノの3県はアルペンフォーラント作戦地域 (de:Operationszone Alpenvorland) とされ、ボルツァーノにその本部が置かれた。アルペンフォーラント作戦地域は形式的にはイタリア社会共和国の一部であったが、事実上はドイツへの編入であった。1943年以後、ドロミーティ山地はナチス・ドイツ軍と連合国軍の激しい戦闘の舞台となった。
ボルツァーノにはユダヤ人や政治犯の強制収容所が設置された。1944年に設置された「ボルツァーノ通過収容所」は、イタリア国内に置かれた最大の収容所であった。

### 第二次世界大戦後
第二次世界大戦後、ボルツァーノおよび南チロルのドイツ系住民の間では独立運動の機運が高まった。1960年代には、ドイツ系住民の分離主義過激派「南チロル解放委員会」 (South Tyrolean Liberation Committee) による、イタリア警察・官吏や、インフラ（1961年6月12日夜の大火は、著名な事件である）へのテロ攻撃や暗殺が相次いだ。国際連合はイタリア政府との交渉に乗り出し、11年に及ぶ調停と交渉の後、南チロルに相当の自治権を付与することでオーストリアとイタリアの間の合意に達した。
1994年アイスホッケー世界選手権をカナツェーイ、ミラノと共に開催している。
1996年、欧州連合（EU）のユーロリージョン「チロル＝南チロル＝トレンティーノ (Tyrol–South Tyrol–Trentino Euroregion) 」が設立され、イタリアの南チロルとトレント自治県（Welschtirol）、オーストリアのチロル州の、国境を越えた協力関係がより盛んになった。

## 住民

### 言語
| 言語集団調査（2011年） | 言語集団調査（2011年） | 言語集団調査（2011年） | 言語集団調査（2011年） | 言語集団調査（2011年） |
| ---------------------- | ---------------------- | ---------------------- | ---------------------- | ---------------------- |
|                        |                        |                        |                        |                        |
| ドイツ語               | ドイツ語               |                        | 25.52%                 | 25.52%                 |
| イタリア語             | イタリア語             |                        | 73.80%                 | 73.80%                 |
| ラディン語             | ラディン語             |                        | 0.68%                  | 0.68%                  |

2011年に行われた、住民がドイツ語・イタリア語・ラディン語のいずれの「言語集団」に属するかの調査によれば（ボルツァーノ自治県#言語集団調査参照）、73.80％がイタリア語話者であった。コムーネ人口に占めるイタリア語話者の割合は、県内で最も高い。このほか25.52％がドイツ語話者であると回答し、ラディン語話者も存在する。

## 区域
- 旧市街ピアーニ・レンチオ　（ドイツ語 Zentrum-Boden-Rentsch, イタリア語 Centro-Piani-Rencio）
- オルトリサルコ＝アスラーゴ　（ドイツ語 Oberau-Haslach, イタリア語Oltrisarco-Aslago）
- エウロパ＝ノヴァチェッラ　（ドイツ語 Europa-Neustift, イタリア語Europa-Novacella）
- ドン・ボスコ （Don Bosco）
- グリエス＝サン・クイリーノ （ドイツ語< Gries-Quirein, イタリア語Gries-San Quirino）

## 交通

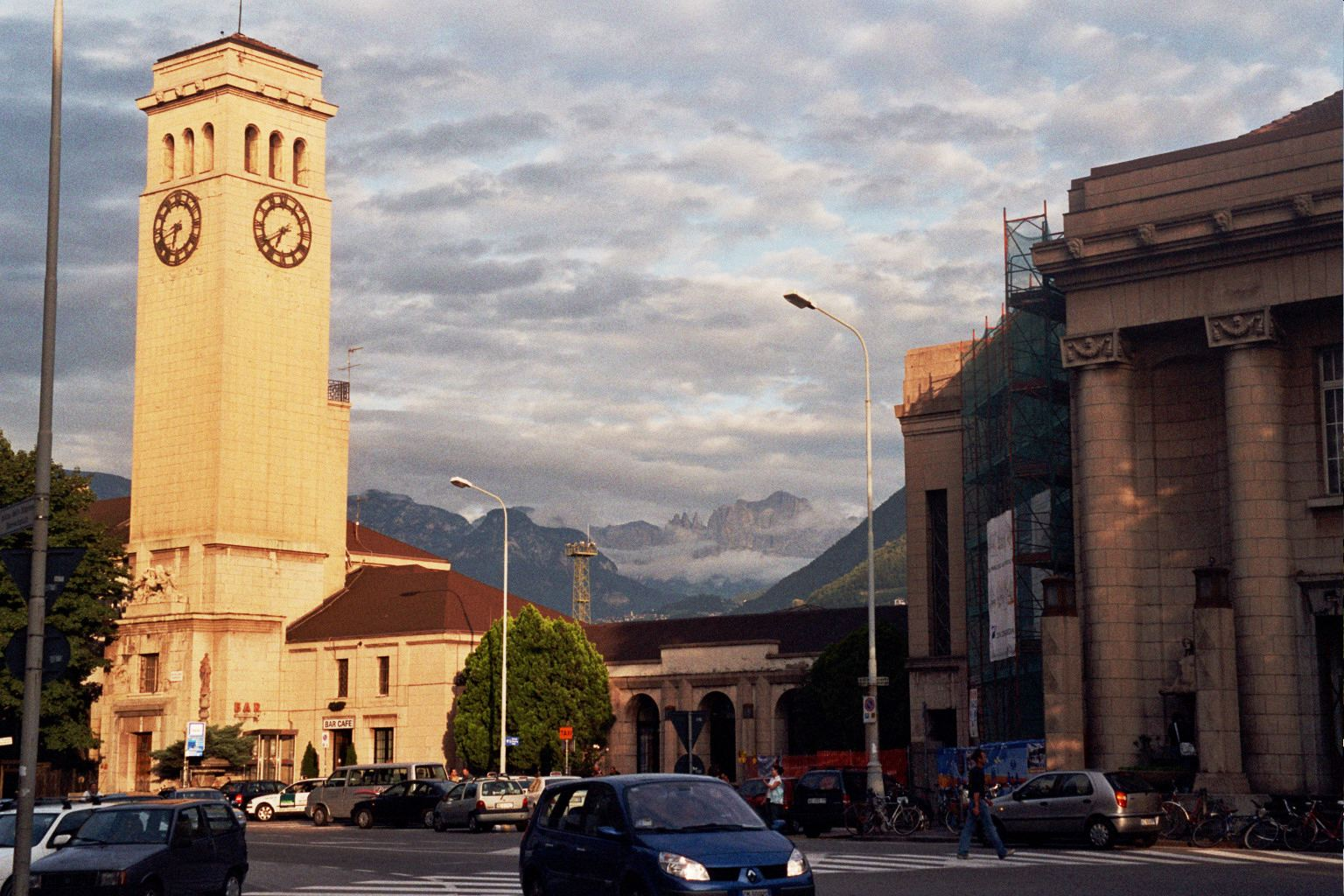
ボルツァーノ駅

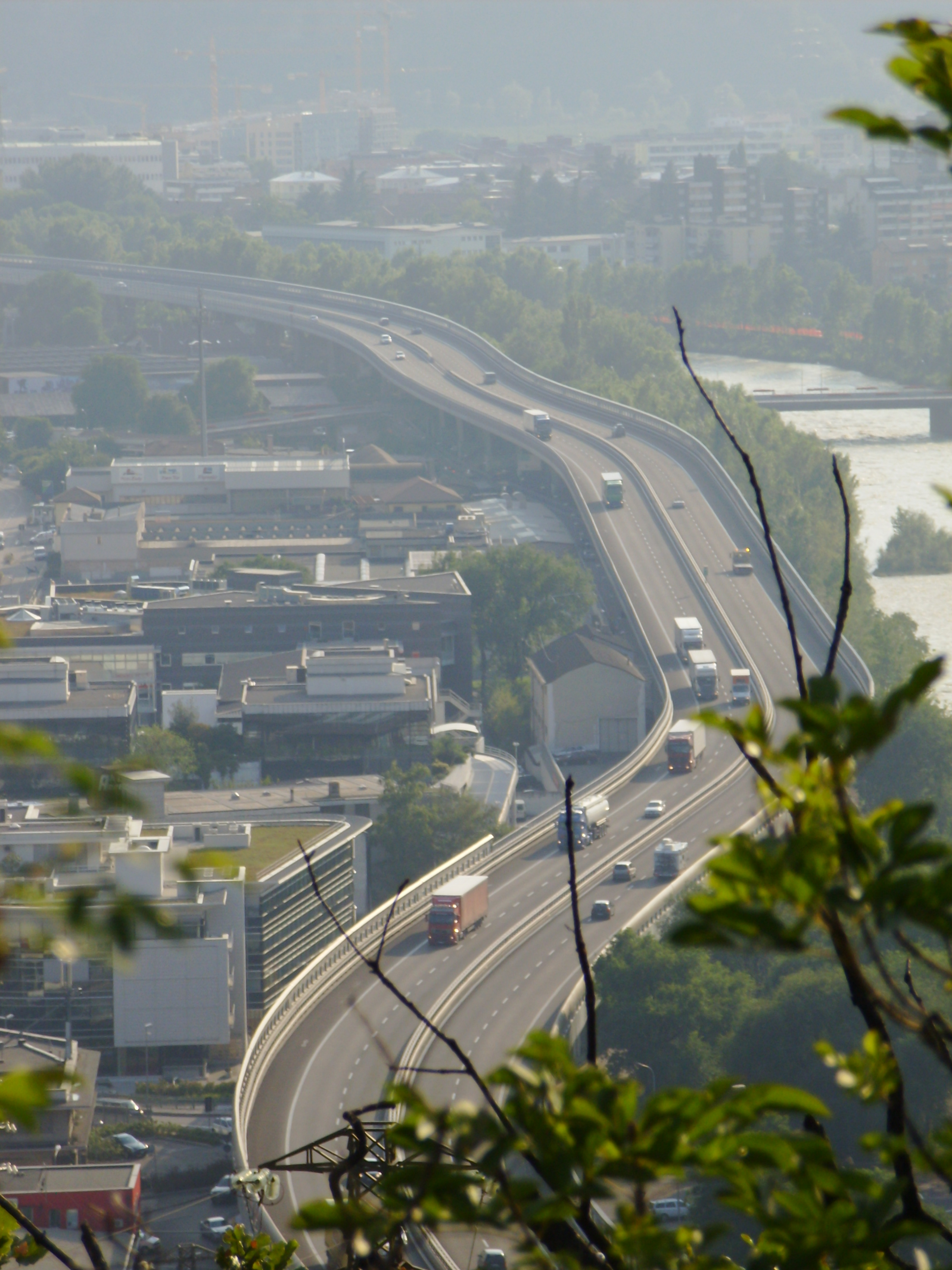
ボルツァーノ市内のA22

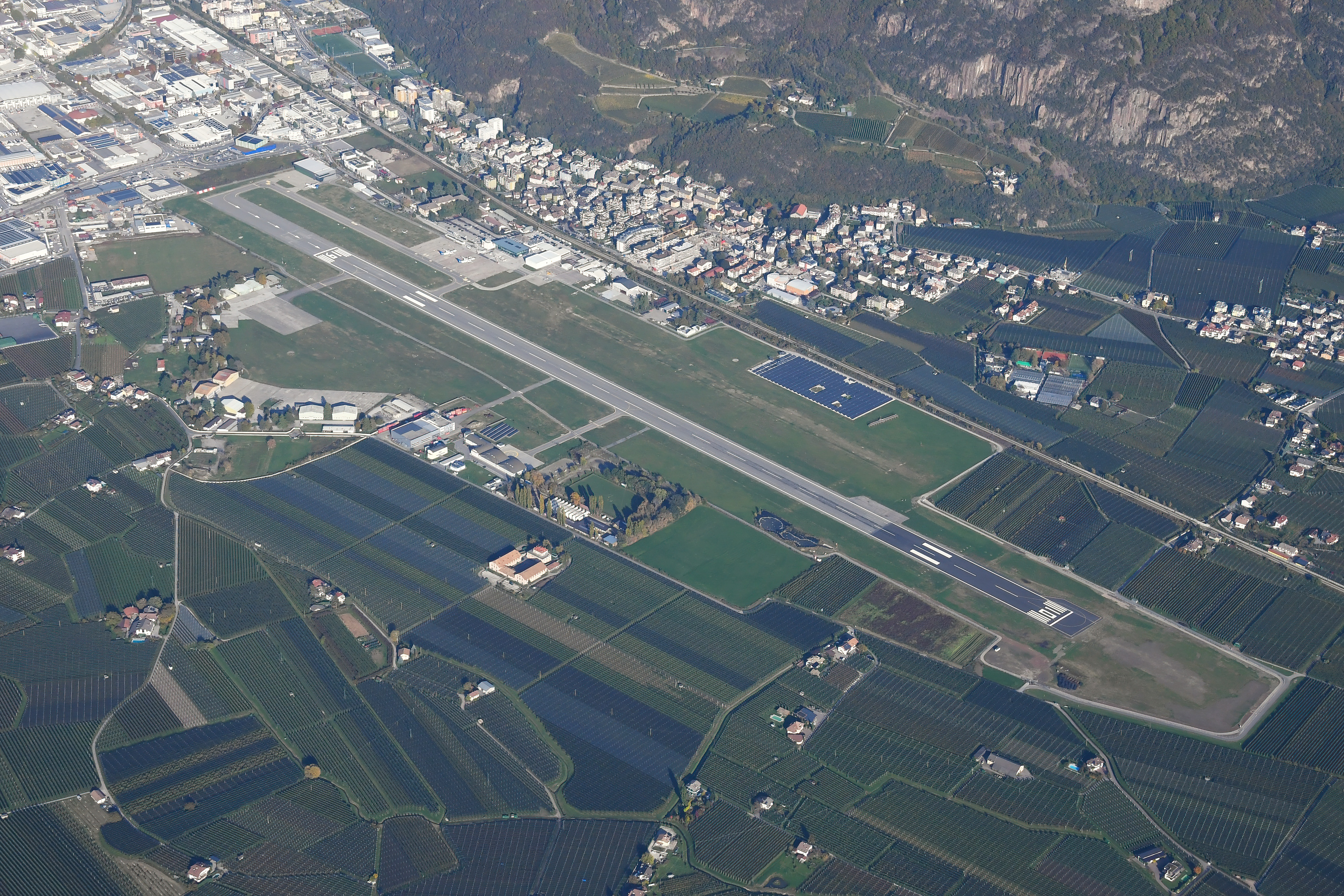
ボルツァーノ空港

### 鉄道
- ブレンナー鉄道
〔インスブルック - ブレンネロ - ブレッサノーネ〕 - ボルツァーノ - 〔トレント - ヴェローナ〕
- ボルツァーノ＝メラーノ線 (it:Ferrovia Bolzano-Merano) 
〔メラーノ〕 - ボルツァーノ

### 道路
欧州自動車道路
- E45号線 :A22を指定
〔… - インスブルック - ブレンネロ - ブレッサノーネ〕 - ボルツァーノ - 〔トレント - …〕

高速道路
- アウトストラーダ A22
〔ブレンネロ - ブレッサノーネ〕 - ボルツァーノ - 〔トレント - …〕

主要な国道
- SS12 (it:Strada statale 12 dell'Abetone e del Brennero) 
〔ブレンネロ - ブレッサノーネ〕 - ボルツァーノ - 〔トレント - …〕
- SS38 (it:Strada statale 38 dello Stelvio) 
〔ボルミオ - ステルヴィオ峠  - メラーノ〕 - ボルツァーノ

### 空港
ボルツァーノ空港がある。

## スポーツ

### サッカー
プロサッカークラブのFCズュートティロールが本拠を置く。ホームスタジアムはスタディオ・ドルーソ（ドルスス・シュタディオン）。2014-15シーズンはレガ・プロ（3部リーグ）に属している。

## 姉妹都市
- ショプロン （ハンガリー）